# Akkommodation (øje)
 For alternative betydninger, se Akkommodation. (Se også artikler, som begynder med Akkommodation)
Når øjnene akkommoderer skifter fokus fra fjernt til nært. Det gøres med ciliaris musklen, som er en lille ringformet muskel inde i øjet. Denne muskel ligger uden om linsen og lige ved roden af regnbuehinden. Når denne muskel spændes, sker der en afslapning i linsens ophængstråde (zonula-tråde). Derved mindskes linsens diameter og linsen bliver tykkere.